# Tuffi ai VII Giochi mondiali militari
Le gare di tuffi ai VII Giochi mondiali militari si sono svolte dal 24 al 27 ottobre 2019 presso lo Sports Center Natatorium, nella città di Wuhan. Sono state disputate un totale di 12 gare: 6 maschili, 6 femminili.

## Podi

### Uomini
| Evento                      | Oro                                                                                | Punteggio | Argento                                                          | Punteggio | Bronzo                                 | Punteggio |
| Tuffi individuali           |                                                                                    |           |                                                                  |           |                                        |           |
| Trampolino 1 m (dettagli)   | Wang Zongyuan                                                                      | 468,15    | Ma Depeng                                                        | 452,35    | Oleg Kolodiy                           | 399,85    |
| Trampolino 3 m (dettagli)   | Xie Siyi                                                                           | 556,75    | Wang Zongyuan                                                    | 502,90    | Yury Naurozau                          | 381,80    |
| Piattaforma 10 m (dettagli) | Lian Junjie                                                                        | 516,45    | Yuan Song                                                        | 420,00    | Aleksandr Bondar                       | 409,75    |
| Tuffi sincronizzati         |                                                                                    |           |                                                                  |           |                                        |           |
| Trampolino 3 m (dettagli)   | Cina Wang Zongyuan Xie Siyi                                                        | 472,20    | Ucraina Oleg Kolodiy Oleksandr Gorshkovozov                      | 387,09    | Italia Tommaso Rinaldi Gabriele Auber  | 364,74    |
| Piattaforma 10 m (dettagli) | Cina Lian Junjie Yang Hao                                                          | 454,25    | Germania Lou Massenberg Timo Barthel                             | 379,53    | Russia Aleksandr Bondar Sergey Nazin   | 378,54    |
| Squadre                     |                                                                                    |           |                                                                  |           |                                        |           |
| Gara a squadre (dettagli)   | Cina Yuan Song Xie Siyi Yang Hao Peng Jianfeng Wang Zongyuan Ma Depeng Lian Junjie | 3821,81   | Germania Timo Barthel Nico Herzog Lou Massenberg Frithjof Seidel | 2729,85   | Brasile Isaac Souza Jackson Rondinelli | 2531,48   |

### Donne
| Evento                      | Oro                                                                          | Punteggio | Argento                                                         | Punteggio | Bronzo                                                      | Punteggio |
| Tuffi individuali           |                                                                              |           |                                                                 |           |                                                             |           |
| Trampolino 1 m (dettagli)   | Huang Xiaohui                                                                | 305,70    | Chang Yani                                                      | 303,30    | Kristina Ilinykh                                            | 298,80    |
| Trampolino 3 m (dettagli)   | Huang Xiaohui                                                                | 356,40    | Wei Ying                                                        | 351,85    | Kristina Ilinykh                                            | 327,95    |
| Piattaforma 10 m (dettagli) | Si Yajie                                                                     | 408,65    | Lin Shan                                                        | 405,05    | Kim Mi-rae                                                  | 334,20    |
| Tuffi sincronizzati         |                                                                              |           |                                                                 |           |                                                             |           |
| Trampolino 3 m (dettagli)   | Cina Wei Ying Huang Xiaohui                                                  | 322,50    | Russia Kristina Ilinykh Iuliia Timoshinina                      | 256,71    | Germania Jana Lisa Rother Saskia Oettinghaus                | 256,14    |
| Piattaforma 10 m (dettagli) | Corea del Nord Kim Mi-hwa Kim Mi-rae                                         | 347,94    | Russia Anna Chuinyshena Iuliia Timoshinina                      | 256m41    | Brasile Tammy Galera Giovanna Pedroso                       | 227,40    |
| Squadre                     |                                                                              |           |                                                                 |           |                                                             |           |
| Gara a squadre (dettagli)   | Cina Huang Xiaohui Wei Ying Si Yajie Yu Ouyang Hu Jiahan Lin Shan Chang Yani | 2294,45   | Brasile Giovanna Pedroso Tammy Galera Luana Lira Juliana Veloso | 1610,76   | Russia Iuliia Timoshinina Anna Chuinyshena Kristina Ilinykh | 1595,87   |

## Medagliere
| Pos.   | Paese          | Oro | Argento | Bronzo | Totale |
| ------ | -------------- | --- | ------- | ------ | ------ |
| 1      | Cina           | 10  | 7       | 0      | 17     |
| 2      | Corea del Nord | 1   | 0       | 1      | 2      |
| 3      | Russia         | 0   | 2       | 5      | 7      |
| 4      | Germania       | 0   | 2       | 1      | 3      |
| 5      | Brasile        | 0   | 1       | 2      | 3      |
| 6      | Ucraina        | 0   | 1       | 1      | 2      |
| 7      | Bielorussia    | 0   | 0       | 1      | 1      |
| 7      | Italia         | 0   | 0       | 1      | 1      |
| Totale | Totale         | 12  | 12      | 12     | 36     |